# Kakumäe

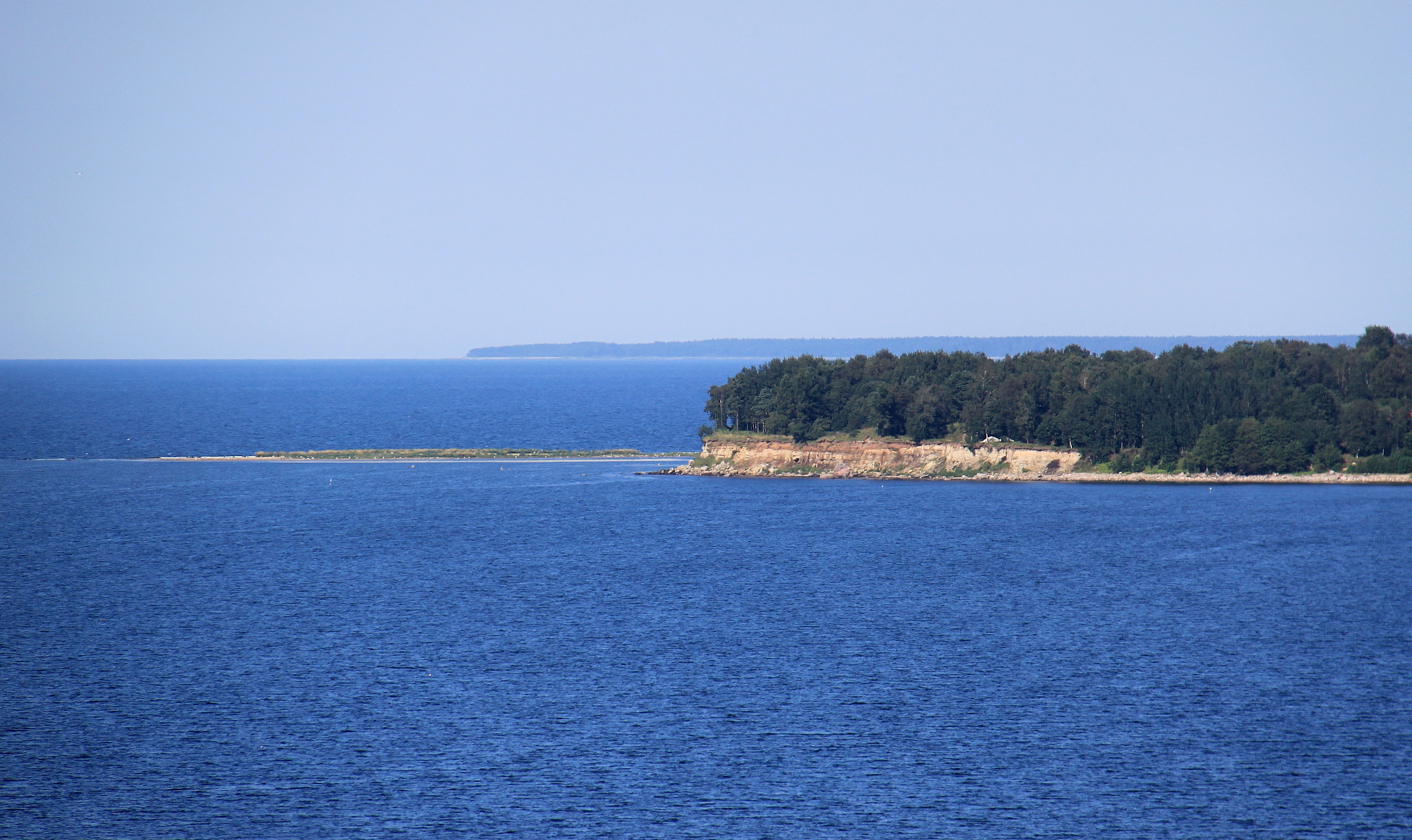
Kakumäehalvöns norra udde, Kakumäe nina.

Kakumäe är en stadsdel i Estlands huvudstad Tallinn, belägen på Kakumäehalvön i Haaberstidistriktet i nordvästra utkanten av staden. Befolkningen uppgick till 1 849 invånare i januari 2017.

## Geografi och stadsbild
Kakumäe omges av Kakumäebukten i väster och Koplibukten i öster, båda i sin tur del av den större Tallinnbukten. I söder gränsar stadsdelen till grannstadsdelarna Õismäe, Vismeistri och Tiskre. Dessutom räknas holmen Liivakari administrativt till stadsdelen.
Kusten vid Kakumäe är del av Baltiska klinten och har utsikt över Finska viken. Här finns även en småbåtshamn. Bebyggelsen domineras av enfamiljshus och området är ett av Estlands mest välbeställda bostadsområden sett till medelinkomst.

## Historia
Byn Kakumäe omnämns första gången i skrift 1697. Namnet anspelar troligen på en bro över ett lokalt vattendrag, känd sedan 1400-talet. Området införlivades 1975 med Tallinns stad.